# Stripped (The Rolling Stones-album)
Stripped är ett livealbum från 1995 av det brittiska rockbandet The Rolling Stones. Det spelades in under bandets Voodoo Lounge Tour 1995.

## Låtlista
Alla låtar är skrivna av Mick Jagger och Keith Richards om inget annat anges
1. "Street Fighting Man" – 3:41
2. "Like a Rolling Stone" (Bob Dylan) – 5:39
3. "Not Fade Away" (Norman Petty/Charles Hardin) – 3:06
4. "Shine a Light" – 4:38
5. "The Spider and the Fly" (Nanker Phelge) – 3:29
6. "I'm Free" – 3:13
7. "Wild Horses" – 5:09
8. "Let It Bleed" – 4:15
9. "Dead Flowers" – 4:13
10. "Slipping Away" – 4:55
11. "Angie" – 3:29
12. "Love in Vain" (Trad. Arr. Mick Jagger/Keith Richards) – 5:31
13. "Sweet Virginia" – 4:16
14. "Little Baby" (Willie Dixon) – 4:00
15. "Black Limousine" (Jagger, Richards, Ronnie Wood) – 3:34

- Låt 1 spelades in live i Amsterdam 26 maj 1995
- Låt 2 och 9 spelades in live i London 19 juli 1995
- Låt 4, 8 och 11 spelades in live i Paris 3 juli 1995
- Låt 3, 6 och 13 spelades in live i en studio i Lisbon från 23 till 26 juli 1995
- Låt 5, 7, 10, 12 och 14 spelades in live i en studio i Tokyo från 3 till 5 mars 1995
- Låt 15 finns bara på den japanska utgåvan av albumet